# Kanton Reignier-Ésery
Kanton Reignier-Ésery (fr. Canton de Reignier-Ésery) je francouzský kanton v departementu Horní Savojsko v regionu Rhône-Alpes. Skládá se z osmi obcí.

## Obce kantonu
- Arbusigny
- Fillinges
- Monnetier-Mornex
- La Muraz
- Nangy
- Pers-Jussy
- Reignier-Ésery
- Scientrier